# Callisia soconuscensis
Callisia soconuscensis là một loài thực vật có hoa trong họ Commelinaceae. Loài này được Matuda mô tả khoa học đầu tiên năm 1954.